# Сычёв, Виктор Александрович
Виктор Александрович Сычёв (30 марта 1947, село Редкие Дубки, Хомутовский район, Курская область, РСФСР, СССР — 3 апреля 2006) — городской голова Мелитополя в 1998—2002 годах.

## Биография
В 1948 году семья Сычёва переехала в посёлок Новотаврический Ореховского района Запорожской области, где Виктор окончил сельскую школу. Затем он работал электрогазосварщиком на предприятиях Запорожья и проходил срочную службу на Черноморском флоте.
В 1970 году Сычёв окончил Запорожский машиностроительный институт, получив диплом радиоинженера. С 1967 года работал на заводе «Преобразователь» в городе Запорожье на должности инженера-конструктора и секретаря комитета комсомола, затем был заведующим отделом Запорожского городского комитета комсомола.
С 1974 по 1997 год служил в КГБ, а затем — в Службе безопасности Украины. C 1987 по 1994 год был руководителем Мелитопольского отдела КГБ (СБУ). Имеет воинское звание полковник запаса.
С марта 1990 до мая 1994 года Сычёв был депутатом Верховной Рады Украины I созыва, где он был членом комиссии по иностранным делам.
В 1998 году был избран городским головой Мелитополя, и занимал этот пост с октября 1998 года по июль 2002 года.
В 2006 году городским головой Мелитополя был избран сын Виктора Сычёва Дмитрий. А 3 апреля 2006 года, в день, на который была запланирована первая сессия новоизбранного горсовета, Виктор Сычёв умер.

## Награды
- Медаль «За безупречную службу»
- Медаль Международной кадровой академии «За эффективное управление»
- Орден Украинской православной церкви святого равноапостольного князя Владимира
- Звание «Почётный гражданин Мелитополя» (2010, посмертно)

## Память
- В мелитопольской шахматной школе ежегодно проводится шахматный турнир памяти Виктора Сычёва[3]
- Почетная доска памяти Виктору Сычеву и его сына на здание ДК Шевченко.